# ديك هارت (لاعب غولف)
ديك هارت (بالإنجليزية: Dick Hart)‏ هو لاعب غولف أمريكي، ولد في 20 أكتوبر 1935 في سالم في الولايات المتحدة، وتوفي في 10 أبريل 2013.

## وصلات خارجية
- ديك هارت على موقع رابطة لاعبي الغولف المحترفين (الإنجليزية)